# Eriba-marduk
Eriba-Marduk geschreven als Eri-ba-dAMAR.UTU, mEri-ba-dAMAR.UTU of SUdAMAR.UTU en in latere Assyirsche teksten mEri-ba-Mar-duk was een koning van Babylon (ca 770 v.Chr. -760).
Eriba-Marduk behoorde tot de Bît-Yakin stam van het Zeeland en volgde Marduk-apla-usur op. Hoewel Eriba-marduk van oorsprong dus niet meer dan een stamhoofd uit het Zeeland was, spreken latere vorsten als Esarhaddon en Nabonidus met respect over hem. Hij was de eerste vorst die na een tijd van chaos waarin de Chaldese en Aramese stammen het staatsgezag van Babylonië ondermijnd hadden weer het centrale gezag althans gedeeltelijk wist te herstellen. Na de dood na Adad-nirari III maakte hij gebruik van de tijdelijk zwakte van Assyrië om Babylon weer meer aanzien te geven. Aanvankelijk hield Assur-dan III nog een aantal veldtochten in het Diyala-gebied, maar spoedig ontstonden er interne problemen in Assyrië.
Marduk-shakin-shumi was volgens Kroniek 24 nr. 9 de vader van Eriba-Marduk. Hij nam deel aan de viering van de Akitu in zijn tweede jaar, richtte een slachting aan onder de Arameeërs en gaf de Babyloniërs hun bezit terug.
Nabonidus vermeldt dat onder Eriba-Marduk - zo'n 200 jaar voor zijn eigen tijd - het beeld van Isjtar uit een Eannatempel van Uruk verwijderd werd.